# Olympische Jugend-Winterspiele 2024/Shorttrack
Bei den IV. Olympischen Jugend-Winterspielen 2024 in Gangwon fanden sieben Wettbewerbe im Shorttrack statt. Austragungsort war die Gangneung Ice Arena, wo auch die Eiskunstlaufwettkämpfe stattfanden. Erstmals wurden dabei auch Wettkämpfe über 1500 m ausgetragen.

## Qualifikation
Jedes Nationale Olympische Komitee konnte bis zu zwei Athleten pro Einzeldisziplin melden. Teilnahmeberechtigt waren Sportler, die zwischen dem 1. Juli 2006 und dem 30. Juni 2008 geboren sind. Das Gastgeberland Südkorea erhielt fix zwei Quotenplätze pro Geschlecht.
Die Vergabe der Quotenplätze erfolgte auf der Grundlage der ISU Special General Classification by Gender, die aus den Ergebnissen der ISU Junioren-Shorttrack-Weltmeisterschaften 2023 erstellt wurde. Maximal zwei Ergebnisse aus jedem Verband (ohne Gastgeberland) in den jeweiligen Einzeldistanzen (500, 1000 und 1500 m) führten zu Ranglistenpunkten nach einer festgelegten Skala.
- Wenn ein NOC zweimal in den Top 34 auftauchte, gewann es zwei Quoten.
- Wenn ein NOC einmal in den Top 34 auftauchte, gewann es eine Quote.

Die Kontingente wurden nach folgenden Grundsätzen zugeteilt und verteilt:
- Die Startquoten wurden auf der Grundlage der Ergebnisse der ISU Junioren-Shorttrack-Weltmeisterschaften 2023 und der ISU-Junioren-Weltcup-Eisschnelllaufwettbewerbe in der Saison 2023/24 vergeben.
- Für einen Athleten galt ein zugewiesener Quotenplatz. Dieser Athlet war berechtigt, an allen Einzel- und Mannschaftswettbewerben teilzunehmen.

Um am Team-Staffelwettbewerb (begrenzt auf acht Teams) teilnehmen zu können, mussten die NOKs in der Lage sein, zwei männliche und zwei weibliche Skater aufzustellen, die sich bereits qualifiziert hatten. Die Top 8 wurden durch die Punkte in der Gesamtwertung der sechs Einzeldisziplinen bei den Junioren-Weltmeisterschaften 2023 bestimmt.
Folgende Nationen hatten sich für die Wettkämpfe qualifiziert:
| NOK                 | Männer | Frauen | Mixed | Gesamt |
| ------------------- | ------ | ------ | ----- | ------ |
| Australien          | 1      | 0      | Nein  | 1      |
| Belgien             | 1      | 0      | Nein  | 1      |
| Brasilien           | 1      | 0      | Nein  | 1      |
| Bulgarien           | 2      | 1      | Nein  | 3      |
| Deutschland         | 1      | 2 1    | Nein  | 2      |
| Frankreich          | 2      | 2 1    | Nein  | 3      |
| Großbritannien      | 2      | 0      | Nein  | 2      |
| Hongkong            | 0      | 1      | Nein  | 1      |
| Italien             | 2      | 2      | Nein  | 4      |
| Japan               | 2      | 2      | Ja    | 4      |
| Kanada              | 2      | 2      | Ja    | 4      |
| Kasachstan          | 2      | 2      | Ja    | 4      |
| Lettland            | 0      | 2      | Nein  | 2      |
| Litauen             | 0      | 1      | Nein  | 1      |
| Niederlande         | 2      | 2      | Ja    | 4      |
| Norwegen            | 0      | 1 0    | Nein  | 0      |
| Österreich          | 1 0    | 0      | Nein  | 0      |
| Philippinen         | 1      | 0      | Nein  | 1      |
| Polen               | 1      | 2      | Nein  | 3      |
| Serbien             | 1      | 0      | Nein  | 1      |
| Singapur            | 1      | 1      | Nein  | 2      |
| Slowakei            | 0      | 2      | Nein  | 2      |
| Slowenien           | 1 0    | 1      | Nein  | 0      |
| Südkorea            | 2      | 2      | Ja    | 4      |
| Thailand            | 1      | 1      | Nein  | 2      |
| Tschechien          | 0      | 1      | Nein  | 1      |
| Türkei              | 2      | 0      | Nein  | 2      |
| Ukraine             | 1      | 2      | Nein  | 3      |
| Ungarn              | 2      | 2      | Ja    | 4      |
| Vereinigte Staaten  | 2      | 2      | Ja    | 4      |
| Volksrepublik China | 2      | 2      | Ja    | 4      |
| Gesamt              | 36     | 35     | 8     | 71     |

## Zeitplan

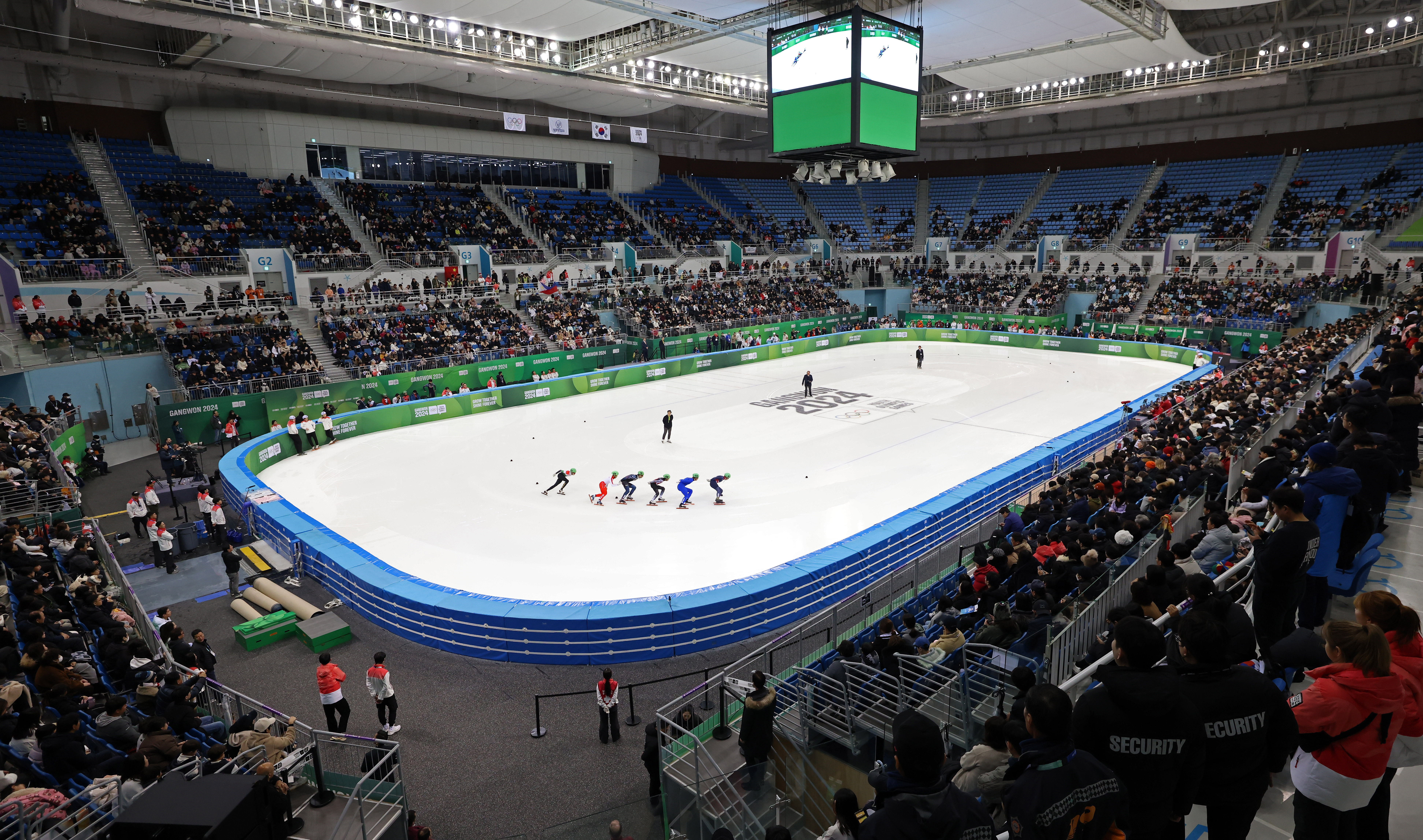
Der Austragungsort, die Gangneung Ice Arena

| Zeitplan Shorttrack | Zeitplan Shorttrack | Zeitplan Shorttrack | Zeitplan Shorttrack | Zeitplan Shorttrack | Zeitplan Shorttrack |
| Wettbewerbe         | Januar              | Januar              | Januar              | Januar              | Januar              |
| Wettbewerbe         | 22                  | 23.                 | 24.                 | 25.                 | 26.                 |
| ------------------- | ------------------- | ------------------- | ------------------- | ------------------- | ------------------- |
| Männer              |                     |                     |                     |                     |                     |
| 500 m               |                     |                     |                     |                     |                     |
| 1000 m              |                     |                     |                     |                     |                     |
| 1500 m              |                     |                     |                     |                     |                     |
| Frauen              |                     |                     |                     |                     |                     |
| 500 m               |                     |                     |                     |                     |                     |
| 1000 m              |                     |                     |                     |                     |                     |
| 1500 m              |                     |                     |                     |                     |                     |
| Mixed               |                     |                     |                     |                     |                     |
| Mixed-Staffel       |                     |                     |                     |                     |                     |
| Entscheidungen      | 2                   | 2                   | 2                   | 0                   | 1                   |

|  | Medaillenentscheidung |

## Bilanz

### Medaillenspiegel
| Platz  | Land               | Gold | Silber | Bronze | Gesamt |
| ------ | ------------------ | ---- | ------ | ------ | ------ |
| 1      | China              | 4    | 4      | –      | 8      |
| 2      | Südkorea           | 1    | 1      | 2      | 4      |
| 3      | Vereinigte Staaten | 1    | 1      | –      | 2      |
| 4      | Polen              | 1    | –      | –      | 1      |
| 5      | Türkei             | –    | 1      | –      | 1      |
| 6      | Japan              | –    | –      | 3      | 3      |
| 7      | Kasachstan         | –    | –      | 1      | 1      |
| 7      | Ungarn             | –    | –      | 1      | 1      |
| Gesamt | Gesamt             | 7    | 7      | 7      | 21     |

### Medaillengewinner
| Disziplin     | Gold                                                              | Silber                                                                           | Bronze                                                    |
| ------------- | ----------------------------------------------------------------- | -------------------------------------------------------------------------------- | --------------------------------------------------------- |
| Männer        |                                                                   |                                                                                  |                                                           |
| 500 m         | Sean Shuai (USA)                                                  | Zhang Xinzhe (CHN)                                                               | Dominik Gergely Major (HUN)                               |
| 1000 m        | Zhang Xinzhe (CHN)                                                | Muhammed Bozdağ (TUR)                                                            | Raito Kida (JPN)                                          |
| 1500 m        | Joo Jae-hee (KOR)                                                 | Zhang Xinzhe (CHN)                                                               | Kim Yoo-sung (KOR)                                        |
| Frauen        |                                                                   |                                                                                  |                                                           |
| 500 m         | Anna Falkowska (POL)                                              | Kang Min-ji (KOR)                                                                | Jung Jae-hee (KOR)                                        |
| 1000 m        | Li Jingi (CHN)                                                    | Yang Jingru (CHN)                                                                | Polina Omeltschuk (KAZ)                                   |
| 1500 m        | Yang Jingru (CHN)                                                 | Li Jingi (CHN)                                                                   | Nonomi Inoue (JPN)                                        |
| Mixed         |                                                                   |                                                                                  |                                                           |
| Mixed-Staffel | Volksrepublik ChinaLi Jingi Yang Jingru Zhang Baihao Zhang Xinzhe | Vereinigte StaatenElizabeth Rhodehamel Kyungeun Jang Sean Shuai Julius Kazenecki | JapanAoi Yoshizawa Atsumi Inoue Raito Kida Yuta Fuchigami |

## Ergebnisse

### Männer

#### 500 m
| Platz    | Land | Athletin              | Zeit (s) |
| -------- | ---- | --------------------- | -------- |
| 1        | USA  | Sean Shuai            | 41,498 s |
| 2        | CHN  | Zhang Xinzhe          | 41,755   |
| 3        | HUN  | Dominik Gergely Major | 41,969   |
| 4        | CHN  | Zhang Baihao          | 45,685   |
|          | PHI  | Peter Groseclose      | PEN      |
| B-Finale |      |                       |          |
| 6        | ITA  | Daniele Zampedri      | 41,831   |
| 7        | CAN  | Alexis Dubuc-Bilodeau | 42,802   |
| 8        | TUR  | Muhammed Bozdağ       | 42,915   |
| 9        | JPN  | Yuta Fuchigami        | 42,930   |
| 10       | BRA  | Lucas Koo             | 1:10,346 |

Datum: 21. Januar 2024

#### 1000 m
| Platz    | Land | Athletin              | Zeit (min) |
| -------- | ---- | --------------------- | ---------- |
| 1        | CHN  | Zhang Xinzhe          | 1:26,257   |
| 2        | TUR  | Muhammed Bozdağ       | 1:26,349   |
| 3        | JPN  | Raito Kida            | 1:26,478   |
| 4        | KOR  | Joo Jae-hee           | 2:31,327   |
|          | CHN  | Zhang Baihao          | PEN        |
| B-Finale |      |                       |            |
| 6        | HUN  | Dominik Gergely Major | 1:29,674   |
| 7        | KOR  | Kim Yoo-sung          | 1:29,930   |
| 8        | GBR  | Willem Murray         | 1:30,229   |
|          | BRA  | Lucas Koo             | PEN        |

Datum: 21. Januar 2024

#### 1500 m
| Platz    | Land | Athlet                | Zeit (min) |
| -------- | ---- | --------------------- | ---------- |
| 1        | KOR  | Joo Jae-hee           | 2:21,906   |
| 2        | CHN  | Zhang Xinzhe          | 2:22,095   |
| 3        | KOR  | Kim Yoo-sung          | 2:22,148   |
| 4        | USA  | Sean Shuai            | 2:22,177   |
| 5        | CHN  | Zhang Baihao          | 2:22,191   |
| 6        | JPN  | Raito Kida            | 2:23,299   |
| 7        | TUR  | Muhammed Bozdağ       | 2:24,442   |
| B-Finale |      |                       |            |
| 8        | ITA  | Daniele Zampedri      | 2:41,355   |
| 9        | TUR  | Toprak Efe Eroğlu     | 2:41,499   |
| 10       | GBR  | Willem Murray         | 2:41,906   |
| 11       | USA  | Julius Kazanecki      | 2:42,031   |
| 12       | HUN  | Dominik Gergely Major | 2:44,837   |
| 13       | SGP  | Ryo Ong               | 2:46,823   |
| 14       | SRB  | Luka Jasic            | DNS        |

Datum: 20. Januar 2024

### Frauen

#### 500 m
| Platz    | Land | Athletin         | Zeit (s) |
| -------- | ---- | ---------------- | -------- |
| 1        | POL  | Anna Falkowska   | 44,314   |
| 2        | KOR  | Kang Min-ji      | 44,484   |
| 3        | KOR  | Jung Jae-hee     | 45,018   |
| 4        | POL  | Kornelia Wozniak | 45,179   |
| 5        | HUN  | Dóra Szigeti     | 1:07,592 |
| B-Finale |      |                  |          |
| 6        | CAN  | Oceane Guerard   | 45,854   |
| 7        | CHN  | Li Jingi         | 45,888   |
| 8        | HUN  | Diána Laura Végi | 45,932   |
| 9        | JPN  | Aoi Yoshizawa    | 46,137   |
|          | NED  | Angel Daleman    | DNS      |

Datum: 21. Januar 2024

#### 1000 m
| Platz    | Land | Athletin              | Zeit (min) |
| -------- | ---- | --------------------- | ---------- |
| 1        | CHN  | Li Jingi              | 1:40,803   |
| 2        | CHN  | Yang Jingru           | 1:40,996   |
| 3        | KAZ  | Polina Omeltschuk     | 1:41,600   |
| 4        | POL  | Anna Falkowska        | 1:41,897   |
|          | NED  | Angel Daleman         | PEN        |
| B-Finale |      |                       |            |
| 6        | KOR  | Kang Min-ji           | 1:32,012   |
| 7        | KOR  | Jung Jae-hee          | 1:32,447   |
| 8        | HUN  | Diána Laura Végi      | 1:32,509   |
| 9        | GER  | Paula Kuhnt-Trozewski | 1:33,378   |
| 10       | CAN  | Oceane Guerard        | 1:33,401   |

Datum: 21. Januar 2024

#### 1500 m
| Platz    | Land | Athletin                  | Zeit (min) |
| -------- | ---- | ------------------------- | ---------- |
| 1        | CHN  | Yang Jingru               | 2:33,148   |
| 2        | CHN  | Li Jingi                  | 2:41,543   |
| 3        | JPN  | Nonomi Inoue              | 2:42,293   |
| 4        | HUN  | Diána Laura Végi          | 2:42,818   |
| 5        | HUN  | Dóra Szigeti              | 2:42,954   |
| 6        | KAZ  | Polina Omeltschuk         | 2:43,162   |
| 7        | KOR  | Jung Jae-hee              | 2:54,809   |
| B-Finale |      |                           |            |
| 8        | KOR  | Kang Min-ji               | 2:42,962   |
| 9        | GER  | Paula Kuhnt-Trozewski     | 2:44,645   |
| 10       | JPN  | Aoi Yoshizawa             | 2:44,661   |
| 11       | CAN  | Courtney Charlong         | 2:44,733   |
| 12       | USA  | Kyungeun Jang             | 2:46,518   |
| 13       | KAZ  | Anastassija Astrachanzewa | 2:46,816   |
| 14       | NED  | Angel Daleman             | 3:12,937   |

Datum: 20. Januar 2024

### Mixed

#### Staffel
| Platz    | Land | Athleten                                                               | Zeit (min) |
| -------- | ---- | ---------------------------------------------------------------------- | ---------- |
| 1        | CHN  | Li Jinzi Yang Jingru Zhang Bohao Zhang Xinzhe                          | 2:46,516   |
| 2        | USA  | Kyung Eun Jang Eliza Rhodehamel Julius Kazanecki Sean Shuai            | 2:47,124   |
| 3        | JPN  | Nonomi Inoue Aoi Yoshizawa Yuta Fuchigami Raito Kida                   | 2:47,412   |
| 4        | CAN  | Courtney Charlong Ocean Guerard Victor Chartrand Alexis Dubuc-Bilodeau | 3:00,867   |
| B-Finale |      |                                                                        |            |
| 6        | KOR  | Chung Jae-hee Kang Min-ji Joo Jae-hee Kim You-sung                     | 2:45,830   |
| 7        | NED  | Angel Daleman Birgit Radt Jonas de Jong Nick Endeveld                  | 2:47,593   |
| 8        | HUN  | Dóra Szigeti Diána Laura Végi David Keszthelyi Dominik Gergely Major   | 2:54,403   |

Datum: 24. Januar 2024